# كارسولي
كارسولي (بالإيطالية: Carsoli)‏ هي بلدية في مقاطعة لاكويلا في إقليم أبروتسو الإيطالي.

## المناخ
يظهر الجدول التالي التغييرات المناخية على مدار السنة لكارسولي:
| البيانات المناخية لـكارسولي       | البيانات المناخية لـكارسولي | البيانات المناخية لـكارسولي | البيانات المناخية لـكارسولي | البيانات المناخية لـكارسولي | البيانات المناخية لـكارسولي | البيانات المناخية لـكارسولي | البيانات المناخية لـكارسولي | البيانات المناخية لـكارسولي | البيانات المناخية لـكارسولي | البيانات المناخية لـكارسولي | البيانات المناخية لـكارسولي | البيانات المناخية لـكارسولي | البيانات المناخية لـكارسولي |
| الشهر                             | يناير                       | فبراير                      | مارس                        | أبريل                       | مايو                        | يونيو                       | يوليو                       | أغسطس                       | سبتمبر                      | أكتوبر                      | نوفمبر                      | ديسمبر                      | المعدل السنوي               |
| --------------------------------- | --------------------------- | --------------------------- | --------------------------- | --------------------------- | --------------------------- | --------------------------- | --------------------------- | --------------------------- | --------------------------- | --------------------------- | --------------------------- | --------------------------- | --------------------------- |
| متوسط درجة الحرارة الكبرى °م (°ف) | 11 (52)                     | 13 (55)                     | 15 (59)                     | 19 (66)                     | 23 (73)                     | 27 (81)                     | 30 (86)                     | 29 (84)                     | 26 (79)                     | 21 (70)                     | 16 (61)                     | 13 (55)                     | 20.5 (68.9)                 |
| المتوسط اليومي °م (°ف)            | 8 (46)                      | 9 (48)                      | 11 (52)                     | 14 (57)                     | 18 (64)                     | 22 (72)                     | 24 (75)                     | 24 (75)                     | 21 (70)                     | 17 (63)                     | 13 (55)                     | 10 (50)                     | 16 (61)                     |
| متوسط درجة الحرارة الصغرى °م (°ف) | 5 (41)                      | 5 (41)                      | 7 (45)                      | 10 (50)                     | 13 (55)                     | 17 (63)                     | 19 (66)                     | 19 (66)                     | 16 (61)                     | 13 (55)                     | 9 (48)                      | 6 (43)                      | 12 (54)                     |
| المصدر: أكيو للطقس 2014           |                             |                             |                             |                             |                             |                             |                             |                             |                             |                             |                             |                             |                             |

## السكان
في سنة 1861 بلغ عدد السكان 5٬461 نسمة، وتطور العدد ليصل في سنة 2011 لـ 5٬419 نسمة.
يظهر هذا المخطط البياني تطور النمو السكاني لـ كارسولي